# Hilda Fearon
Hilda Fearon (1878–1917) foi uma artista britânica.
Fearon nasceu em 1878 em Banstead, Surrey, e morreu em Londres.
Estudou arte em Dresden (1897-99), em Slade (1899-1904) e com Algernon Talmage em St Ives, na Cornualha.
O seu trabalho encontra-se incluído no Tate, em Londres, e na Galeria de Arte da Austrália Meridional.

## Galeria

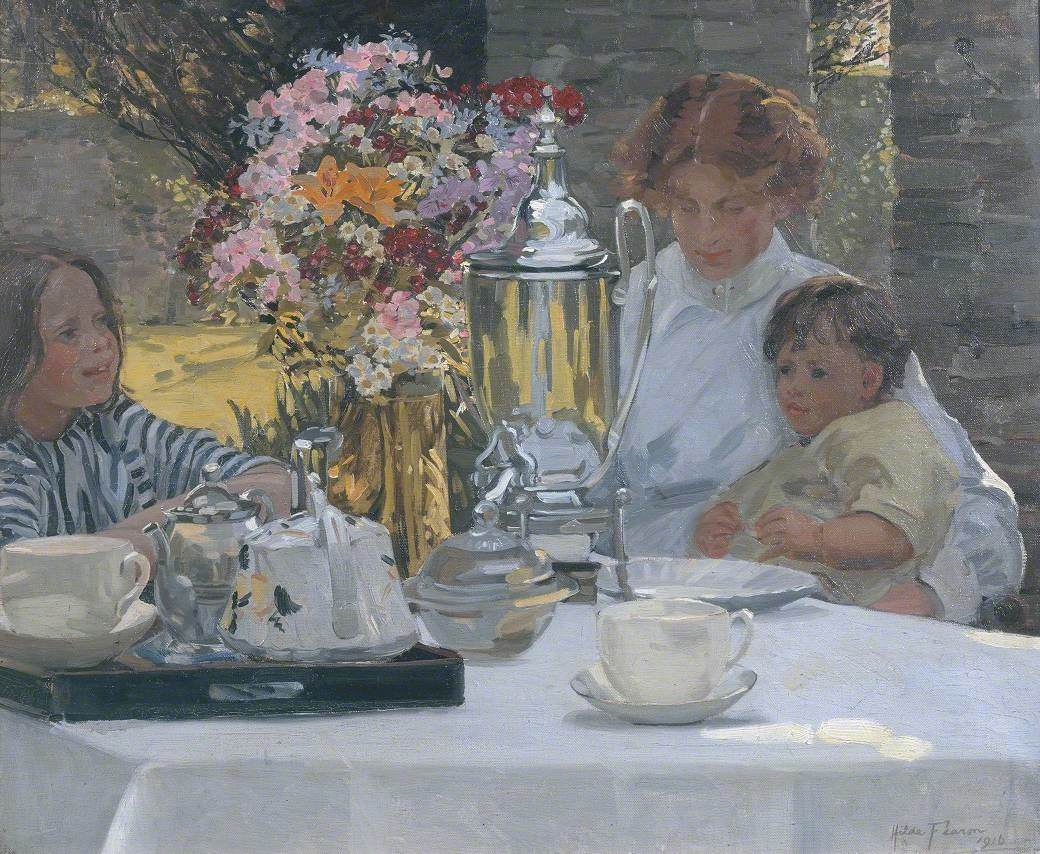
The Tea Party (1916)
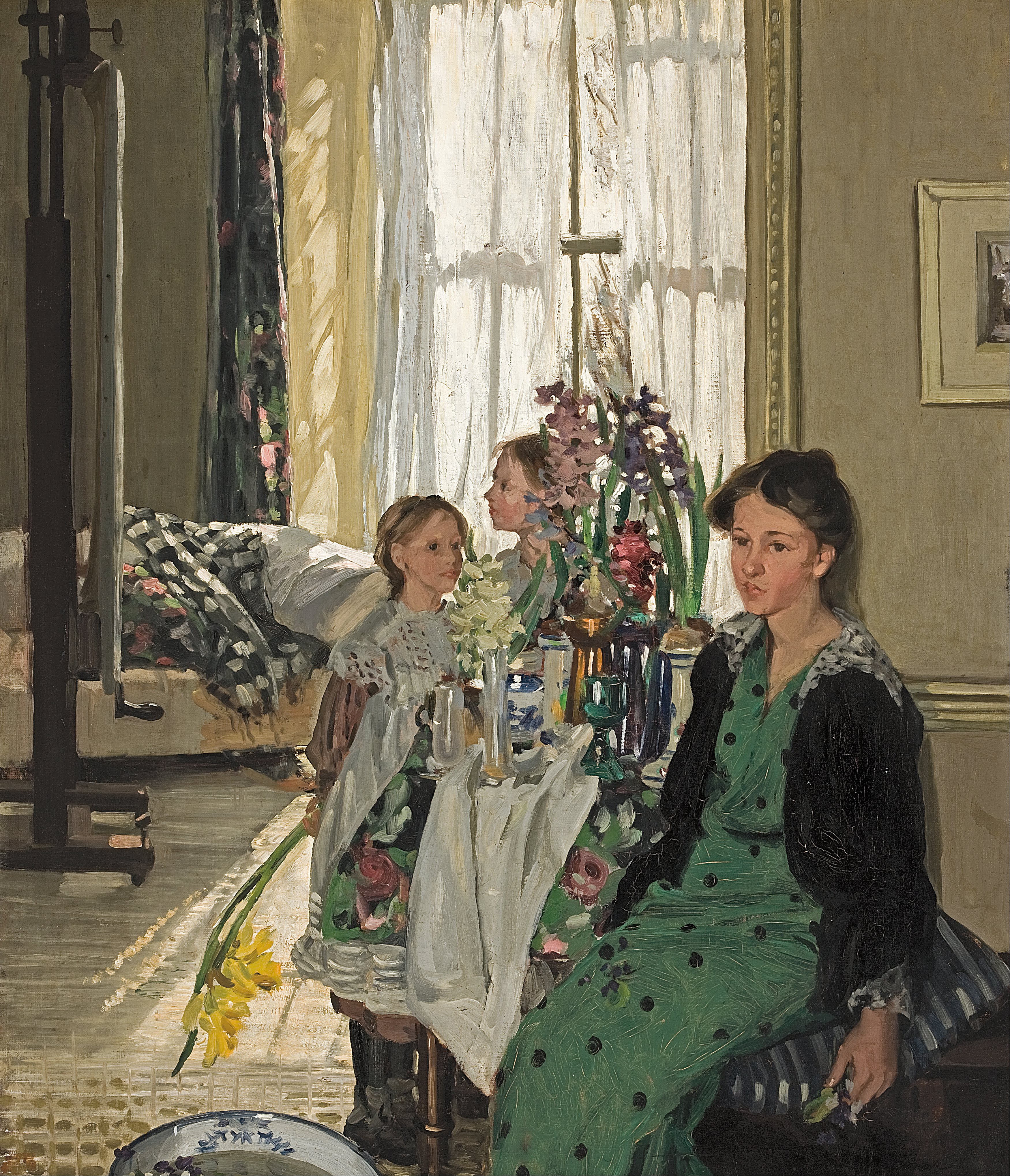
Interior do estúdio (1914)
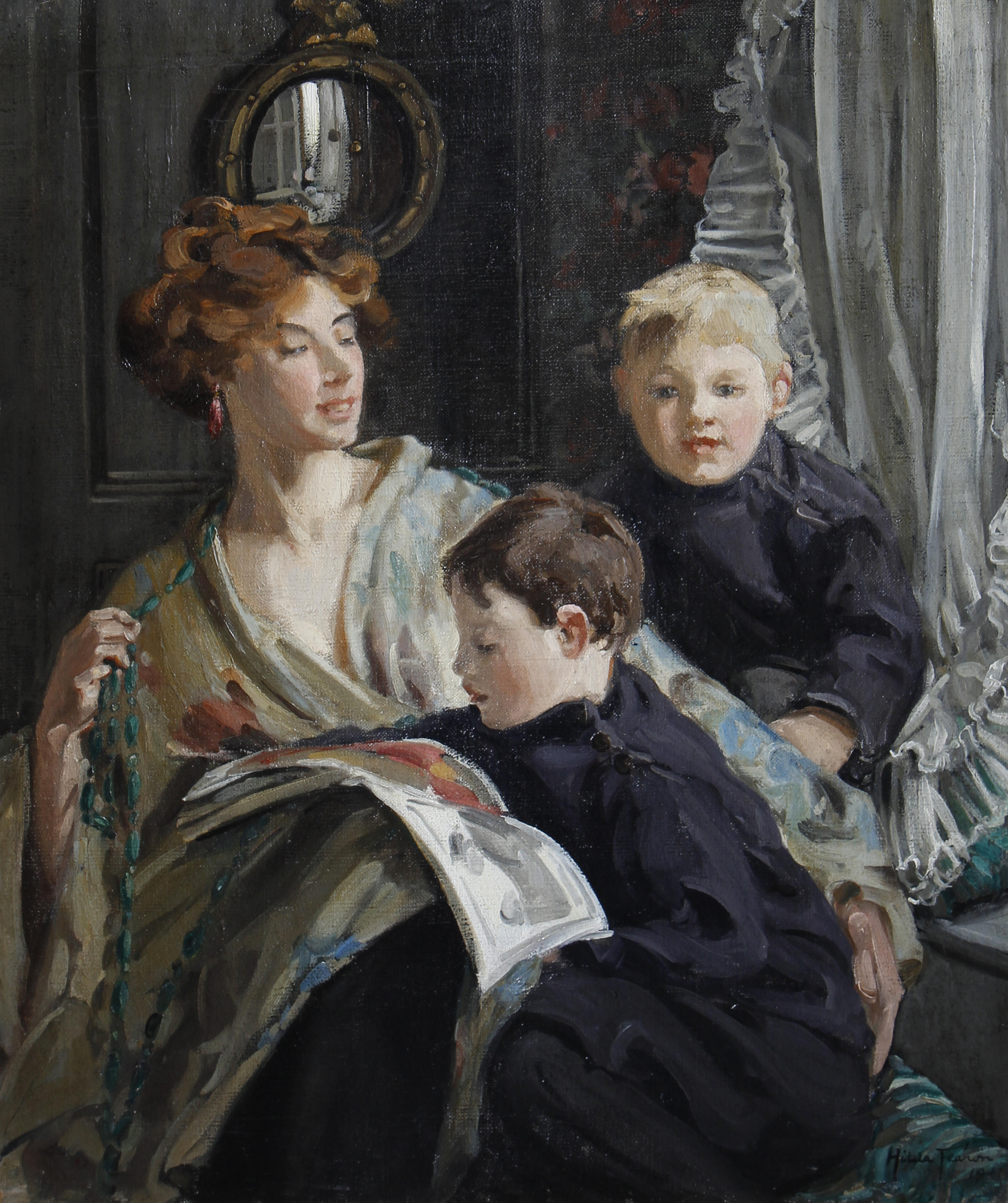
Um retrato de uma mãe e seus dois filhos (1911)
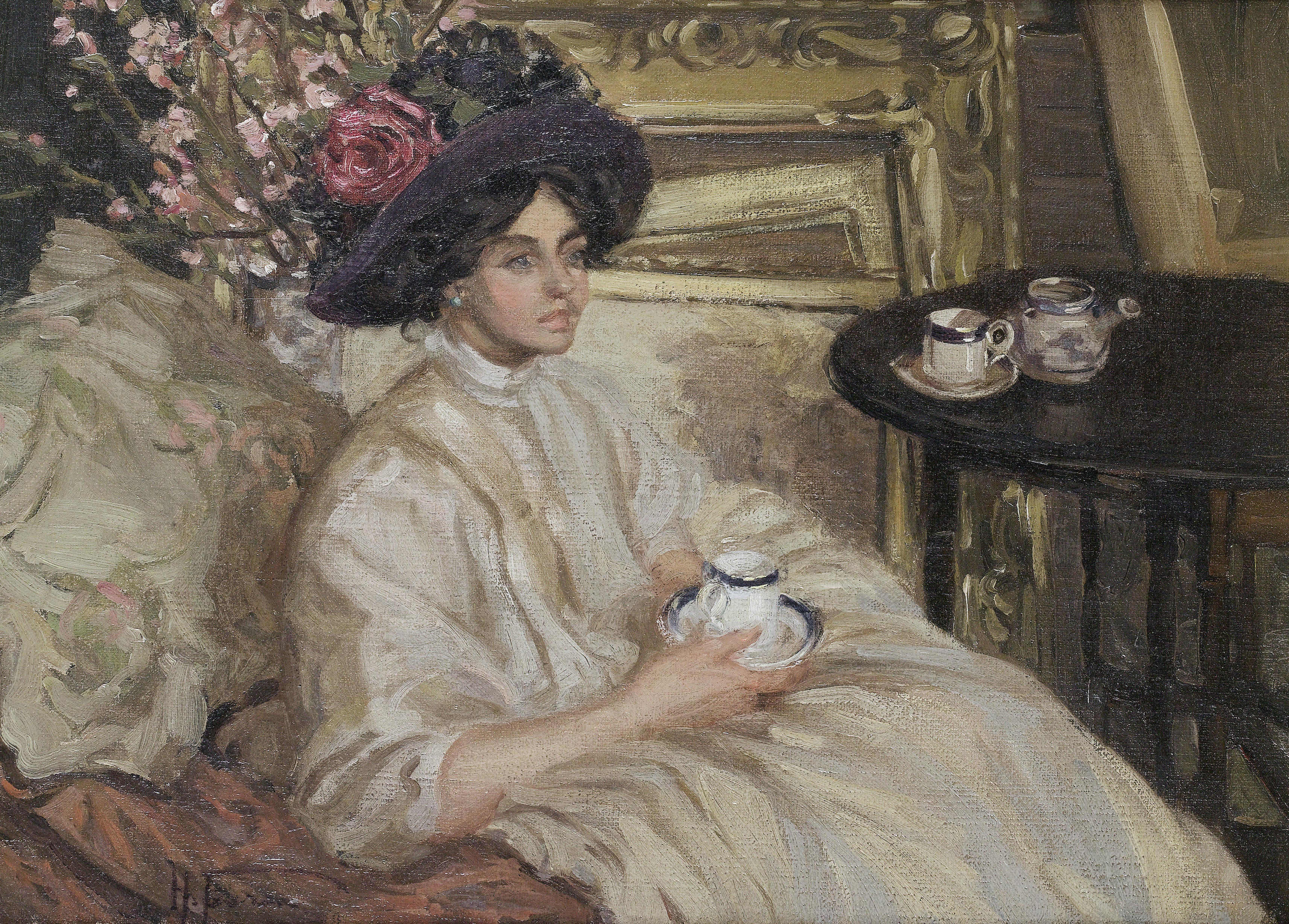
Chá da tarde (sem data)